# Sharon Butala
Sharon Butala, nascida Sharon Annette LeBlanc OC SOM (Nipawin, 1940) é uma escritora e romancista canadense.

## Carreira
Butala nasceu em um hospital avançado em Nipawin, Sascachevão, província do Canadá. Ela foi a segunda de cinco filhas de Amy Graham e Achille LeBlanc, que administravam uma serraria perto de Garrick, Sascachevão. Em 1946 sua família mudou-se para a cidade franco-canadense de St. Louis, Sascachevão, e mudou-se novamente quando ela tinha treze anos para a cidade de Saskatoon. Ela frequentou a Universidade de Sascachevão obtendo um diploma de Bacharel em Artes e um Bacharelado em Educação. Entre o terceiro e o quarto ano de universidade ela se casou pela primeira vez. Esse casamento durou 14 anos, e seu filho, Sean Hoy, nasceu nessa época.
Depois de se formar, ela ensinou inglês em Sascachevão e na Colúmbia Britânica e também deu aulas em um programa especial para o YMCA em Halifax, Nova Escócia. Em 1969 ela retornou para Saskatoon e trabalhou em educação especial na Escola Princesa Alexandra. Em 1972, ela retornou à Universidade de Sascachevão para obter um diploma de pós-graduação em educação e começou a lecionar na Faculdade de Educação.
Em 1975, ela estava divorciada e estava cursando Mestrado em Educação com uma carreira acadêmica emergente quando conheceu Peter Butala. Ela abandonou o curso e eles se casaram em 21 de maio de 1976, após o que ela se mudou para o rancho dele perto de Eastend, Sascachevão. Foi aqui que ela começou a escrever seriamente, e esse ambiente tornou-se o cenário de grande parte de sua escrita. Seu primeiro livro, Country of the Heart, foi publicado em 1984  e foi indicado para o Prêmio de Primeiro Romance Books in Canada.
Como chefe do Eastend Arts Council, ela liderou a criação da Wallace Stegner House Residence for Artists, na qual a casa de infância de Wallace Stegner foi transformada em um retiro para escritores e artistas. Ela morou perto de Eastend até 14 meses após a morte de Peter em 2007. Ela agora mora em Calgary, Alberta.
Ela foi escolhida três vezes para o prêmio Governor General's, uma vez para ficção por Queen of the Headaches, e duas vezes para não ficção, por The Perfection of the Morning e Where I Live Now. A edição do outono de 2012 da Prairie Fire, intitulada The Visionary Art of Sharon Butala foi dedicada a Butala e seu trabalho e influência. Ela e seu marido, Peter Butala, também estiveram envolvidos na criação da Pradaria Old Man on His Back e da Área de Conservação do Patrimônio. A herdade de Butala é hoje o centro interpretativo desta área de pradaria mista original e restaurada.

## Prêmios e honrarias
- Prêmio Marian Engel (1998)
- Oficial da Ordem do Canadá (2001)
- Doutor Honorário em Direito, Universidade de Regina (2000)
- Doutor Honorário em Letras,[14] Universidade de Sascachevão (2004)
- Doutor Honorário em Letras, Universidade de Alberta (2013)
- Ordem de Mérito de Sascachevão (2009)[15]
- Prêmio Cheryl e Henry Kloppenburg de Excelência Literária[16] (2012)
- Cinco prêmios de conservação

## Obras publicadas

### Ficção
- A Tropical Holiday (em inglês), Branch Lines, 1981; Projeto de Escritores do Sudoeste de Sascachevão
- Fever (em inglês), HarperCollins, 1990
- Upstream (em inglês), Quinta Casa, 1991; HarperCollins, 1996
- Country of the Heart (em inglês), Quinta Casa, 1984; HarperCollins, 1999
- The Fourth Archangel (em inglês), HarperCollins, 1992
- Luna (em inglês), HarperPerennial Canadá, 1994
- Queen of the Headaches (em inglês), Coteau Books, 1994 (nomeado para o Prêmio Governor General's)
- The Gates of the Sun (em inglês), HarperCollins, 2001
- The Garden of Eden (em inglês), HarperFlamingo Canadá - Um livro de Phyllis Bruce, 2002
- Real Life (em inglês), HarperFlamingo Canadá – Um livro de Phyllis Bruce, 2002
- Wild Rose (em inglês), Coteau Books, 2015
- Zara's Dead (em inglês), Coteau Books, 2018
- Season of Fury and Wonder (em inglês), 2019 (vencedor do WO Mitchell City of Calgary Book Award de 2019)[17]

### Não-ficção
- Harvest (em inglês), Fifth House, 1992
- The Perfection of the Morning: An Apprenticeship in Nature (em inglês), HarperCollins, 1994 (nomeado para o Prêmio Governor General's)
- Coyote's Morning Cry: Meditations & Dreams From a Life in Nature (em inglês), HarperCollins, 1995
- Wild Stone Heart: An Apprenticeship in the Fields (em inglês), HarperFlamingo Canadá, 2000
- Old Man on His Back: Portrait of a Prairie Landscape (em inglês), HarperCollins – Um livro de Phyllis Bruce, 2002 (com Courtney Milne)
- Lilac Moon (em inglês), HarperPerennial – A Phyllis Bruce Book, 2005 (vencedor do Saskatchewan Book Award de 2005 para não-ficção)
- The Girl in Saskatoon: A Meditation on Friendship, Memory and Murder (em inglês), HarperCollins – Um Livro de Phyllis Bruce, 2008
- Where I Live Now: A Journey through Love and Loss to Healing and Hope (em inglês), Simon & Schuster, 2017 (indicado para o Prêmio do Governador Geral )
- This Strange Visible Air: Essays on Aging and the Writing Life (em inglês), Freehand Books, 2021